# Helen Liddell
Helen Lawrie Liddell, z domu Reilly (ur. 6 grudnia 1950 w Coatbridge) – brytyjska polityk, członkini Partii Pracy.

## Życiorys
Jest córką katolika i protestantki. Wykształcenie odebrała w St. Patrick's Catholic High School w Coatbridge. Wstąpiła do Partii Pracy i w wieku 26 lat została pierwszą kobietą sekrtarzem generalnym Szkockiej Partii Pracy. W latach 1976–1977 była korespondentem ekonomicznym BBC Scotland. W 1994 r. wygrała wybory uzupełniające do Izby Gmin w okręgu Monklands East, rozpisane po śmierci Johna Smitha, lidera Partii Pracy. W 1997 r. zniesiono jej okręg wyborczy, więc wystartowała z nowo utworzonego okręgu Airdrie and Shotts.
Po wygranych przez laburzystów wyborach 1997 r. Liddell została ekonomicznym sekretarzem skarbu. Była nim do 1998 r., kiedy to przeniosła się do ministerstwa ds. Szkocji. Najpierw była ministrem stanu, od 1999 r. młodszym ministrem ds. transportu, a następnie ministrem energii i konkurencyjności w Europie. W 2001 r. została ministrem ds. Szkocji. Na tym stanowisku często popadała w konflikty z autonomicznymi władzami Szkocji. Szczególnie złe stosunki pani minister miała ze Szkocką Partią Narodową. Jej członkowie nadali Liddell przydomki "Stalin's Granny", "Attila the Hen" i "Nat Basher in Chief". Ministrem ds. Szkocji była do 2003 r.
Latem 2005 r. zrezygnowała z mandatu w Izbie Gmin i została brytyjskim Wysokim Komisarzem w Australii. 1 października 2009 r. została zastąpiona na tym stanowisku przez lady Amos.